# Cartas de Amor a Heloísa
Cartas de Amor a Heloísa é um livro póstumo de Graciliano Ramos, publicado pela primeira vez em 1992, quase 40 anos após a morte do autor.
O livro reúne sete cartas escritas pelo autor entre 16 de janeiro e 8 de fevereiro de 1928 para Heloísa Medeiros, com quem se casaria em 16 de fevereiro do mesmo ano. O escritor tinha então 35 anos e estava viúvo desde 1927. Heloísa tinha 18 anos. As cartas trazem um estilo romântico e sentimental, muito diferente da prosa seca que caracterizou os livros publicados em vida por Graciliano.

## Formas de tratamento usadas
- Nas três primeiras cartas: "Heloísa"
- Na quarta: "Minha querida noiva"
- Na quinta: "Meu amor"
- Na sexta: "Minha adorada"
- Na sétima: "Minha idolatrada noiva"[3]